# Hanne De Haes
Hanne De Haes (ur. 19 czerwca 1986) – belgijska siatkarka grająca na pozycji środkowej, reprezentantka Belgii.

## Kluby
| Klub                | Kraj     | Od   | Do   |
| ------------------- | -------- | ---- | ---- |
| Euphony Tongeren    | Belgia   | 2005 | 2006 |
| Dauphines Charleroi | Belgia   | 2006 | 2007 |
| NKBM Maribor        | Słowenia | 2007 | 2008 |
| Castellana Grotte   | Włochy   | 2008 | 2009 |

## Osiągnięcia
- Mistrzostwo Belgii: 2006